# Paralimnophila pallidicornis
Paralimnophila pallidicornis är en tvåvingeart som först beskrevs av Alexander 1930.  Paralimnophila pallidicornis ingår i släktet Paralimnophila och familjen småharkrankar. Inga underarter finns listade i Catalogue of Life.